# Ramón Armando Rodríguez
Ramón Armando Rodríguez Lugo (Cúa, Miranda, Venezuela, 7 de septiembre de 1895 — Caracas, Distrito Capital, 16 de abril de 1959) fue un escritor y periodista venezolano, autor del Diccionario biográfico, geográfico e histórico de Venezuela.

## Biografía
Hijo de Ramón Rodríguez Delgado y Rosa Lugo Díaz. Todos sus cuentos y artículos empezaron a ser publicados en la revista América de Puerto Cabello en el año de 1920,y en el diario de la Ciudad de Caracas El Universal . Ese mismo año publica sus famosos versos titulados "Crisálidas".
Ramón Rodríguez colaboró con las revistas:
- Élite (1925)
- La Esfera
- El Heraldo

Además, trabajó en grandes empresas como: 
- El Royal Bank of Canada (1925-1936)
- El Banco Industrial de Venezuela (1938-1945)
- El Banco Agrícola y Pecuario (1946-1954)

En el año 1942 participó en la fundación del Colegio Nacional de Técnicos en Contabilidad, de la que asumió la presidencia en el año 1947.
Rodríguez tardó 20 años en la redacción de una importante obra titulada "Diccionario biográfico, geográfico e histórico de Venezuela", obra que busca reflejar el conocimiento histórico y geográfico de Venezuela.